# 1,4-Benzochinon
1,4-Benzochinon, pot. chinon – organiczny związek chemiczny z grupy chinonów, cykliczny, nienasycony diketon.
Powstaje m.in. w wyniku utleniania hydrochinonu (C
6H
4(OH)
2), np. w trakcie wywoływania filmów fotograficznych:
2AgBr + C
6H
4(OH)
2 → 2Ag + C
6H
4O
2 + 2HBr
Można go także otrzymać w wyniku utleniania wielu innych związków aromatycznych np. aniliny.
Motyw p-benzochinonu powszechnie występuje w cząsteczkach aktywnych biologicznie (np. witamina K). Związki te służą jako przenośniki elektronów w fazie jasnej fotosyntezy i łańcuchu oddechowym.

Równowaga chinon – hydrochinon

## Właściwości chemiczne
Ma wyraźne właściwości utleniające, przy czym sam ulega redukcji do hydrochinonu. Dość łatwo ulega reakcji Dielsa-Aldera.
1,4-Benzochinon ma jeden izomer konstytucyjny, 1,2-benzochinon (o-benzochinon):

o-benzochinon i p-benzochinon